# سدیم آزید
سدیم آزید (به انگلیسی: Sodium azide) با فرمول شیمیایی NaN۳ یک ترکیب شیمیایی است؛ که جرم مولی آن 65.0099 g/mol می‌باشد. شکل ظاهری این ترکیب، جامد یونی سفید است. این ترکیب 2 ساختار بلورین هگزاگونالی و لوزی شکل است که هردو ساختار لایه ای هستند. این ماده سمی است و در آب و آمونیاک به شدت حل می شود. این ماده در کیسه هوای (ایربگ) اتومبیل‌ها مورد استفاده قرار می‌گیرد چرا که واکنش آن در صدم ثانیه رخ می‌دهد

## کاربرد های سدیم آزید
شناخته شده ترین کاربرد سدیم آزید بعنوان گاز پرکننده در کیسه های هوای خودروهاست؛ در کیسه هوای خودرو که برای مواقع تصادف کار گذاشته می شود، سدیم آزید (NaN3) وجود دارد که سریعاً واکنش می دهد. هنگامی که خودروی شخص با ماشین دیگری تصادف می کند سدیم آزید به سرعت به فلز سدیم و گاز نیتروژن تجزیه میشود و گاز نیتروژن تولید شده در پر شدن کیسه هوا نقش دارد. همچنین فلز سدیم تولید شده با آهن(III) اکسید و گرمای بسیار زیادی تولید میشود به طوریکه دما ناگهان 100 درجه سلسیوس افزایش پیدا میکند و موجب انبساط سریع کیسه هوا میشود. به طور کلی مجموعه واکنش های درون کیسه ها به این گونه می باشد:
{\displaystyle {\ce {2NaN3(s)-> 2Na(s) + 3N2(g)}}}{\displaystyle {\ce {6Na(s) + Fe2O3 -> 3Na2O + 2Fe}}}{\displaystyle {\ce {Na2O(s) + 2CO2(g) + H2O(g) -> 2NaHCO3(s)}}}یکی از کاربردهای مهم سدیم آزید استفاده از آن در تهیه محلول WCLB  یا محلول همولیز کننده ماده ژنتیکی گلبول های سفید خون می باشد.